# كاترين ماري آن آدمسون
كاترين ماري آن آدمسون (بالإنجليزية: Catherine Mary Ann Adamson)‏ هي كاتبة يوميات نيوزيلندية، ولدت في 13 أكتوبر 1868، وتوفيت في 9 أغسطس 1925.